# Rationalisierbarkeit
In der Spieltheorie ist Rationalisierbarkeit ein Lösungskonzept, welches das Nash-Gleichgewicht generalisiert. Rationalisierbarkeit basiert auf der iterierten Eliminierung derjenigen Strategien, die niemals beste Antworten sind. Strategien, die den Prozess der Eliminierung überleben, heißen rationalisierbar. Zu Grunde liegende Annahmen über Verhalten der Spieler sind Kenntnis über die Spielstruktur und das gemeinsame Wissen von Rationalität. Das Konzept der Rationalisierbarkeit wurde zuerst unabhängig von Bernheim (1984) und von Pearce (1984) formuliert und von Aumann (1987) sowie von Brandenburger und Dekel (1987) verwendet.

## Forschung und die zentralen Ergebnisse
Bernheim (1984) und Pearce (1984) sind der Frage nachgegangen, welche Restriktionen den individuellen Erwartungen an das Verhalten von Spielern allein durch die Forderung nach Rationalität auferlegt werden. Sie untersuchen, welche Strategien rationalisierbar sind, wenn
die Spieler über ein gemeinsames Wissen der Spielstruktur sowie über die Tatsache, dass alle
Spieler rational sind, verfügen. Die Restriktionen an das Verhalten der Spieler besteht darin,
dass jedes Verhalten mit diesem gemeinsamen Wissen konsistent sein muss. Die zentralen Ergebnisse in Bezug auf rationalisierbare Strategien sind:
1. Eine Strategie ist rationalisierbar, wenn sie beste Antwort in Bezug auf eine andere rationalisierbare Strategie ist. Daraus folgt:
2. Jede Strategie, die ein Bestandteil des Nash-Gleichgewichts darstellt, ist demnach rationalisierbar.[1]

## Wichtige Definitionen
Die folgenden Begriffe sind eng mit der Definition der Rationalisierbarkeit verbunden.
Erwartung (belief)Für Spieler i ist seine Erwartung hinsichtlich der Strategiewahl der Mitspieler {\displaystyle \textstyle \sigma _{-i}} eine Wahrscheinlichkeitsverteilung {\displaystyle \textstyle \sigma _{-i}\in \prod _{j\not =i}\sum \nolimits _{j}}, wobei {\displaystyle S_{j}} die Strategiemenge für einen beliebigen Mitspieler j ist und {\displaystyle \textstyle \sum \nolimits _{j}} die Menge der Wahrscheinlichkeitsverteilungen über {\displaystyle S_{j}}. In dieser Definition erwartet Spieler i, dass alle Mitspieler unabhängig voneinander verhalten (independent mixing).
Rationaler SpielerEin rationaler Spieler spielt nur Strategie {\displaystyle \textstyle \sigma _{i}}, wenn es eine mögliche Erwartung {\displaystyle \textstyle \sigma _{-i}} hinsichtlich der Strategiewahl der Mitspieler gibt, für die {\displaystyle \textstyle \sigma _{i}} die beste Antwort ist. Die Annahme, dass sich Spieler i rational verhält, sagt allerdings nichts darüber, ob die Strategiewahl seines Mitspielers j auch rational ist. (Schließlich kann ein irrationaler Mitspieler alles spielen.)
Beste AntwortEine Strategie {\displaystyle \textstyle \sigma _{i}\in \sum \nolimits _{i}} des Spielers i heißt eine beste Antwort auf {\displaystyle \textstyle \sigma _{-i}}, wenn {\displaystyle \textstyle u_{i}(\sigma _{i},\sigma _{-i})\geq u_{i}(\sigma _{i}^{'},\sigma _{-i})} für alle {\displaystyle \textstyle \sigma _{i}^{'}\in \sum \nolimits _{i}}.
Unter gemeinsamem Wissen der Rationalität wird verstanden, dass:
1. alle Spieler als vollständig rational angesehen werden; und
2. die allgemeine Rationalität sogenanntes „gemeinsames Wissen“ ist, bei dem jeder weiß, dass jeder weiß, dass alle rational

handeln ... Das heißt, dass die Erwartung {\displaystyle \textstyle \sigma _{-i}} auch rational sein muss.
Man beachte, dass die Strategienwahl der Spieler unterschiedlich sein kann bei der An- und Abwesenheit der Rationalität als gemeinsames Wissen.

### Beispiel
Das folgende Beispiel ist dem Aufsatz von Bernheim (1984) entnommen.
|                       |                       | Spieler 2             |                       |      |        |
| {\displaystyle b_{1}} | {\displaystyle b_{2}} | {\displaystyle b_{3}} | {\displaystyle b_{4}} |      |        |
| Spieler 1             | {\displaystyle a_{1}} | 0, 7                  | 2, 5                  | 7, 0 | 0, 1   |
| Spieler 1             | {\displaystyle a_{2}} | 5, 2                  | 3, 3                  | 5, 2 | 0, 1   |
| Spieler 1             | {\displaystyle a_{3}} | 7, 0                  | 2, 5                  | 0, 7 | 0, 1   |
| Spieler 1             | {\displaystyle a_{4}} | 0, 0                  | 0,- 2                 | 0, 0 | 10, -1 |

Bei Anwesenheit der Rationalität als gemeinsames WissenIn diesem Fall wird Spieler 2 niemals die Strategie {\displaystyle b_{4}} wählen, denn sie ist für keine Strategie des Spielers 1 die beste Antwort. Dann aber ist es für den Spieler 1 nie vorteilhaft, {\displaystyle a_{4}} zu spielen, da diese Strategie nur in Bezug auf {\displaystyle b_{4}} für 1 profitabel ist. Strategien {\displaystyle b_{4}} und {\displaystyle a_{4}} sind somit nicht zu rationalisieren. Betrachtet man die verbleibenden Strategien, dann ist festzustellen, dass sie rationalisierbar sind: während Strategien {\displaystyle a_{1}}, {\displaystyle b_{3}}, {\displaystyle a_{3}}, {\displaystyle b_{1}} einen Zyklus von besten Antworten bilden, stellt {\displaystyle a_{2}} und {\displaystyle b_{2}} wechselseitig eine beste Antwort dar.
Bei Abwesenheit des gemeinsamen Wissens der RationalitätSpieler 1 muss damit rechnen, dass Spieler 2 {\displaystyle b_{4}} spielen wird, in diesem Fall ist {\displaystyle a_{4}} die beste Antwort und somit rational.

## Rationalisierbarkeit und rationalisierbare Strategie
Rationalisierbarkeit ist definiert über eine Rekursion, in welcher Strategien, welche niemals beste Antwort sind, iterativ eliminiert werden. Ist das Spiel rationalisierbar, endet die Rekursion in einer nicht leeren Menge von Strategien, welche beste Antworten gegenüber mindestens einer anderen Strategie in dieser Menge darstellen.
Gegeben sei ein Normalformspiel; mathematisch wird Rationalisierbarkeit durch die folgende Rekursion definiert:
Setze {\displaystyle \textstyle {\widetilde {\sum \nolimits _{i}^{0}}}\equiv \sum \nolimits _{i}}. Für jedes {\displaystyle i} und für jedes {\displaystyle n\geq 1},
{\displaystyle \textstyle {\widetilde {\sum \nolimits _{i}^{n}}}={\Bigl \lbrace }\sigma _{i}\in {\widetilde {\sum \nolimits _{i}^{n-1}}}|\exists \sigma _{-i}\in \prod _{j\not =i}\operatorname {conv} (\textstyle {\widetilde {\sum \nolimits _{j}^{n-1}}})} so dass {\displaystyle u_{i}(\sigma _{i},\sigma _{-i})\geq u_{i}(\sigma _{i}^{'},\sigma _{-i})} für alle {\displaystyle \sigma _{i}^{'}\in \textstyle {\widetilde {\sum \nolimits _{i}^{n-1}}}{\Bigr \rbrace }}.
Die rationalisierbare Strategien für Spieler {\displaystyle i} sind:
{\displaystyle R_{i}=\bigcap \nolimits _{n=0}^{\infty }{\widetilde {\sum \nolimits _{i}^{n}}}}.
Verbal bedeutet {\displaystyle \textstyle {\widetilde {\sum \nolimits _{-i}^{n-1}}}} die Menge der nach der {\displaystyle (n-1)}-ten Runde überlebenden Strategien für alle Mitspieler, und {\displaystyle \textstyle {\widetilde {\sum \nolimits _{i}^{n}}}} die Menge der überlebenden Strategien, die beste Antwort auf bestimmte Strategie in {\displaystyle \textstyle {\widetilde {\sum \nolimits _{-i}^{n-1}}}} darstellen. Die Strategien, die die iterierte Eliminierung der Strategien, die niemals beste Antwort sind, überleben, heißen rationalisierbare Strategien eines Spielers.
Man beachte, dass bei der Definition von Rationalisierbarkeit die konvexe Hülle von {\displaystyle \textstyle {\widetilde {\sum \nolimits _{j}^{n-1}}}} verwendet wird. Der Grund liegt darin, dass Spieler i unsicher ist, welche Strategien {\displaystyle \textstyle \sigma _{j}\in {\widetilde {\sum \nolimits _{j}^{n-1}}}} Spieler j spielen wird. Es kann z. B. sein, dass die Mischung {\displaystyle \textstyle ({\tfrac {1}{2}}\sigma _{j}^{'},{\tfrac {1}{2}}\sigma _{j}^{''})} gar nicht Bestandteil von {\displaystyle \textstyle {\widetilde {\sum \nolimits _{j}^{n-1}}}} ist, obwohl {\displaystyle \textstyle \sigma _{j}^{'}} und {\displaystyle \textstyle \sigma _{j}^{''}} Elemente von {\displaystyle \textstyle {\widetilde {\sum \nolimits _{j}^{n-1}}}} sind. Die Mischung muss allerdings ebenso berücksichtigt werden.
Bernheim (1984) und Pearce (1984) zeigen, dass die Menge der rationalisierbaren Strategien {\displaystyle R_{i}} nicht leer ist und mindestens eine reine Strategie für jedes i behält.

### Beispiel
Gegeben sei ein Spiel in reinen Strategien:
|                   |                   | Spieler 2 |      |
| {\displaystyle L} | {\displaystyle R} |           |      |
| Spieler 1         | {\displaystyle O} | 4, 2      | 0, 3 |
| Spieler 1         | {\displaystyle M} | 1, 1      | 1, 0 |
| Spieler 1         | {\displaystyle U} | 3, 0      | 2, 2 |

Status quoFür Spieler 1 gilt {\displaystyle \textstyle {\widetilde {\sum \nolimits _{1}^{0}}}=\sum \nolimits _{1}=\{O,M,U\}} und für Spieler 2 gilt  {\displaystyle \textstyle {\widetilde {\sum \nolimits _{2}^{0}}}=\sum \nolimits _{2}=\{L.R\}}.
1. RundeStrategie O ist beste Antwort auf L, U ist beste Antwort auf R, L ist beste Antwort auf M, R ist beste Antwort auf O und U. Zusammenfassend: Es überleben Strategien O und U für Spieler 1 und L und R für Spieler 2, weil sie jeweils beste Antwort auf mindestens 1 gegnerische Strategie darstellen. Mit anderen Worten: Strategie M wird in dieser Runde eliminiert weil es niemals beste Antwort ist. Mathematisch: {\displaystyle \textstyle {\widetilde {\sum \nolimits _{1}^{1}}}=\{O,U\}} für Spieler 1 und {\displaystyle \textstyle {\widetilde {\sum \nolimits _{2}^{1}}}=\{L,R\}} für Spieler 2.
2. RundeL ist nur beste Antwort auf M aber M hat die erste Runde nicht überlebt. Strategie L wird in dieser Runde eliminiert weil es niemals beste Antwort ist auf die in der letzten Runde überlebenden Strategien. Es gilt dann {\displaystyle \textstyle {\widetilde {\sum \nolimits _{1}^{2}}}=\{O,U\}} für Spieler 1 und {\displaystyle \textstyle {\widetilde {\sum \nolimits _{2}^{2}}}=\{R\}} für Spieler 2.
3. RundeO ist nur beste Antwort auf L aber L hat die zweite Runde nicht überlebt. Strategie O wird in dieser Runde eliminiert weil es niemals beste Antwort ist auf die in der letzten Runde überlebenden Strategien. Es gilt dann {\displaystyle \textstyle {\widetilde {\sum \nolimits _{1}^{3}}}=\{U\}} für Spieler 1 und {\displaystyle \textstyle {\widetilde {\sum \nolimits _{2}^{3}}}=\{R\}} für Spieler 2.
Die Rekursion endet an dieser Stelle, weil U und R wechselseitig beste Antwort darstellen.

## Iterierte Eliminierung von streng dominierten Strategien und Rationalisierbarkeit

### Iterierte Eliminierung von streng dominierten Strategien und Rationalisierbarkeit im Zwei-Personen Spiel
TheoremRationalisierbarkeit und Iterierte Eliminierung von streng dominierten Strategien sind im zwei-Spieler Spiel äquivalent.
Der Startpunkt der iterierte Eliminierung von streng dominierten Strategien (IESDS) ist die Betrachtung, dass rationale Spieler niemals eine dominierte Strategie spielen, während am Startpunkt der Rationalisierbarkeit die komplementäre Frage steht: Was für alle Strategien kann ein rationaler Spieler spielen? ´
Eine streng dominierte Strategie ist nicht rationalisierbar, d. h., sie ist nie eine beste Antwort, ganz gleich, welche Strategien man von seinen Gegenspielern erwartet: wenn {\displaystyle \sigma _{i}^{'}} strikt dominiert ist von {\displaystyle \sigma _{i}} in Bezug auf {\displaystyle \textstyle \sum \nolimits _{-i}}, dann ist {\displaystyle \sigma _{i}^{'}} eine strikte bessere Antwort als {\displaystyle \sigma _{i}} auf jedes {\displaystyle \sigma _{-i}} in {\displaystyle \textstyle \sum \nolimits _{-i}}. Zusammenfassend: Notwendige Bedingung für die Rationalisierbarkeit einer Strategie ist, dass sie den Prozess der IESDS überlebt.
Bernheim (1984) und Pearce (1984) zeigen, dass für Spiele mit zwei Spielern alle Strategien rationalisierbar sind, die nach IESDS übrig bleiben. Dies ist die hinreichende Bedingung für Rationalisierbarkeit einer Strategie.

#### Beispiel
Betrachtet sei das Beispiel vom Bernheim (1984).
Hier ist die hinreichende Bedingung bestätigt: die rationalisierbare Strategien {\displaystyle a_{1}}, {\displaystyle a_{2}}, {\displaystyle a_{3}}, {\displaystyle b_{1}}, {\displaystyle b_{2}}, {\displaystyle b_{3}} überleben die IESDS, weil sie nicht dominiert sind. Strategie {\displaystyle b_{4}} ist strikt dominiert von der gemischten Strategie (1/3{\displaystyle a_{1}}, 1/3{\displaystyle a_{2}}, 1/3{\displaystyle a_{3}}). Nachdem {\displaystyle b_{4}} eliminiert wird, ist {\displaystyle a_{4}} strikt dominiert von {\displaystyle a_{2}}.
Notwendige Bedingung ist auch bestätigt: die Strategie, die IESDS überleben, sind {\displaystyle a_{1}}, {\displaystyle a_{2}}, {\displaystyle a_{3}}, {\displaystyle b_{1}}, {\displaystyle b_{2}}, {\displaystyle b_{3}}, sie sind tatsächlich rationalisierbar.
Anhand dieses Beispiels ist dann die Äquivalenz zwischen Iterierte Eliminierung von streng dominierten Strategien und Rationalisierbarkeit im zwei-Personen Spiel zu beobachten.

### Iterierte Eliminierung der strikt dominierten Strategien und (korrelierte) Rationalisierbarkeit im Mehr-Personen Spiel
Wie gezeigt, es besteht eine Äquivalenz zwischen IESDS und Rationalisierbarkeit im Zwei-Personen Spiel. Allerdings muss die Äquivalenz zwischen „strikt dominiert werden“ und „niemals beste Antwort sein“ nicht gültig sein in Mehr-Personen Spielen. Also: IESDS und Rationalisierbarkeit müssen in Mehr-Personen Spielen nicht äquivalent sein. Der Grund liegt in der Erwartung (belief) an das Verhalten der Mitspieler: wenn die Spieler erwarten, dass die anderen sich unabhängig verhalten (independent mixing), dann gilt die Äquivalenz nicht. Man beachte, dass Independent mixing bereits in der Definition der Erwartung {\displaystyle \textstyle \sigma _{-i}\in \prod _{j\not =i}\sum \nolimits _{j}} angenommen wird.
Nur in Spielen, wo die Erwartung an Korrelation der Strategien ermöglicht wird (siehe korrelierte Strategie), gilt die Äquivalenz wieder. In diesem Fall muss die Definition von Erwartung modifiziert werden: {\displaystyle \textstyle \sigma _{-i}\in \Delta S_{-i}} wobei {\displaystyle \textstyle \Delta S_{-i}} alle mögliche Wahrscheinlichkeitsverteilung über {\displaystyle S_{-i}} ist.

#### Beispiel
Das folgende Beispiel ist dem Spieltheorieskript von Asu Ozdalar am MIT entnommen. Es zeigt, dass IESDS nicht äquivalent sind im Drei-Personen Spiel wo keine korrelierte Strategie zugelassen wird. In diesem Beispiel sind die Auszahlungen für alle Spieler gleich. Spiele 1 wählt A oder B, Spieler 2 wählt C oder D und Spieler 3 wählt {\displaystyle M_{i}} für  {\displaystyle i=1,2,3,4}.
|                       | C | D |
| A                     | 8 | 0 |
| B                     | 0 | 0 |
| {\displaystyle M_{1}} |   |   |

|                       | C | D |
| A                     | 4 | 0 |
| B                     | 0 | 4 |
| {\displaystyle M_{2}} |   |   |

|                       | C | D |
| A                     | 0 | 0 |
| B                     | 0 | 8 |
| {\displaystyle M_{3}} |   |   |

|                       | C | D |
| A                     | 3 | 3 |
| B                     | 3 | 3 |
| {\displaystyle M_{4}} |   |   |

Es ist zu beobachten, dass {\displaystyle M_{2}} niemals beste Antwort ist auf die Strategien von Spieler 1 und Spieler 2:
Sei die Wahrscheinlichkeit, dass Spieler 1 A wählt, p und die Wahrscheinlichkeit, dass Spieler 2 C wählt, q. Außerdem wird angenommen, dass p und q unabhängig voneinander sind. Die Auszahlung von Spieler 3 {\displaystyle u_{3}}, wenn er {\displaystyle M_{2}} spielt, ist dann {\displaystyle u_{3}(M_{2},p,q)\ =4pq+4(1-p)(1-q)\ =8pq+4-4p-4q}.
Wenn {\displaystyle M_{2}} eine beste Antwort auf bestimmtes p und q wäre, dann sollten drei Ungleichungen gelten:
{\displaystyle 8pq+4-4p-4q\geq u_{3}(M_{1},p,q)=8pq} (1)
{\displaystyle 8pq+4-4p-4q\geq u_{3}(M_{3},p,q)=8+8pq-8p-8q} (2)
{\displaystyle 8pq+4-4p-4q\geq u_{3}(M_{4},p,q)=3} (3)
Aus den ersten beiden Ungleichungen gilt:  {\displaystyle p+q\geq 1} und  {\displaystyle p+q\leq 1}. Daraus folgt: {\displaystyle p+q\ =1}.
Setzt man {\displaystyle p+q\ =1} in die dritte Ungleichung ein, dann erhält man {\displaystyle pq\geq 3/8}.
Nach Substitution von q mit p, ergibt sich {\displaystyle p^{2}-p+3/8\leq 0}.
Nach der Umformung erhält man {\displaystyle (p-1/2)^{2}+(3/8-1/4)\leq 0} und es ist klar, dass die Ungleichung niemals gelten kann, somit ist {\displaystyle M_{2}} niemals beste Antwort ist, egal welchen Wert p annimmt.
Auf der anderen Seite ist es klar, dass {\displaystyle M_{2}} nicht eine dominierte Strategie ist.

## Rationalisierbarkeit und Nash-Gleichgewicht
Nash-Gleichgewicht ist ein rationalisierbares Gleichgewicht. Im Gleichgewicht werden nur beste Antworten gespielt. Nicht-rationalisierbare Strategie sind nicht beste Antworten.
Rationalisierbare Strategiekombination muss allerdings nicht Nash-Gleichgewicht sein. Das Nash-Gleichgewicht verlangt als Konsistenzbedingung, dass die Erwartungen der Spieler ex post auch tatsächlich erfüllt werden. Mit anderen Worten: im Nash-Gleichgewicht ist die Strategie {\displaystyle s_{i}} des Spielers i optimal gegeben seine Erwartungen über Spieler j und für Spieler j ist es tatsächlich optimal sich entsprechend den Erwartungen von Spieler i zu verhalten, wenn er selbst korrekt erwartet, dass Spieler i die Strategie {\displaystyle s_{i}} wählen wird. Ein Nash-Gleichgewicht basiert also auf einer Kombination miteinander konsistenter Erwartungen. In einem Spielergebnis, das aus der Wahl rationalisierbarer Strategien resultiert und das kein Nash-Gleichgewicht ist, hat wenigstens ein Spieler falsche Erwartungen. Rationalisierbarkeit allein ist keine ausreichende Bedingung zur Erzeugung Nash-Gleichgewichte, denn sie fordert keine Wahrscheinlichkeitseinschätzungen der Spieler als gemeinsames Wissen und somit keine Konsistenz der Erwartung.

### Beispiel
Betrachtet sei das folgende Spiel Kampf der Geschlechter:
|           |   | Spieler 2 |      |
| B         | F |           |      |
| Spieler 1 | F | 0, 0      | 2, 1 |
| Spieler 1 | B | 1, 2      | 0, 0 |

In dem Spiel gibt es zwei Nash-Gleichgewichte in reinen Strategien. Strategien F und B sind rationalisierbare, weil F beste Antwort auf F und B beste Antwort auf B ist. Rationalisierbarkeit erlaubt die Prognose, dass das Spiel mit (F, B) endet und beide Spieler die Auszahlung 0 bekommen. (F, B) kann zustande kommen, weil Spieler 1 denkt, dass Spieler zwei F spielt und 2 denkt, dass Spieler 1 F spielt. Beide Prognosen haben Sinn, weil sie durch rationale Prognosen über das Verhalten des Mitspielers gerechtfertigt werden können – und doch werden sich beide Spieler verfehlen. Dies liegt darin, dass die Wahrscheinlichkeitseinschätzung der Spieler nicht gemeinsames Wissen ist.

## Rationalisierbarkeit, subjektives korreliertes Gleichgewicht und korreliertes Gleichgewicht
Brandenburger und Dekel (1987) haben in ihrer Arbeit nachgewiesen, dass jede
rationalisierbare Strategiekombination äquivalent mit einem subjektiven korrelierten
Gleichgewicht im Zwei-Personen Spiel ist. Ein subjektives korreliertes Gleichgewicht ist ein
korreliertes Gleichgewicht, in dem die ex ante Wahrscheinlichkeitseinschätzungen der Spieler
nicht übereinstimmen müssen. Bei Mehr-Personen-Spielen gilt eine analoge Äquivalenz;
es macht dann aber einen Unterschied, ob die Spieler glauben, dass alle anderen Spieler
ihre Strategien unabhängig voneinander wählen müssen oder ihre Wahl untereinander
korrelieren können.
Nach Aumann (1987) weist eine spieltheoretische Analyse, die den Spielern unterschiedliche Prior-Wahrscheinlichkeitsschätzungen erlaubt, eine konzeptionelle Inkonsistenz auf. Er plädiert dafür, davon auszugehen, dass die Spieler Common Prior nicht nur über die Spielzüge der Natur, sondern auch über das Verhalten aller Spieler besitzen. Akzeptiert man diese strenge Common-Prior-Annahme, dann bleiben nur die rationalisierbaren Strategien solche, die ein Nash-Gleichgewicht in korrelierten Strategien ergeben (siehe Gleichgewicht in korrelierten Strategien).

## Diskussion
Rationalisierbarkeit als Technik nützt zur Diskriminierung plausibler Lösungen nur beschränkt, da damit oft nur wenige Strategien ausgeschlossen werden können. Sie liefert sehr schwache Prognose; zwischen den rationalisierbaren Ergebnissen unterscheidet sie kaum. In dem Spiel Kampf der Geschlechter sind alle Strategiekombinationen als Ergebnis der Wahl rationalisierbarer Strategien denkbar während es nur zwei Nash-Gleichgewichte besteht; die Forderung nach Rationalität der Erwartungen legt hier keinerlei Restriktionen bezüglich der Strategiewahl auf.